# Mala Gora (gmina Kočevje)
Mala Gora – wieś w Słowenii, w gminie Kočevje. W 2018 roku liczyła 6 mieszkańców.